# Přerov
Přerov é uma cidade checa localizada na região de Olomouc, distrito de Přerov.